# ATP13A3
La ATPasa 13A3 probablemente transportadora de cationes es una enzima que en humanos está codificada por el gen ATP13A3. ATP13A3 es un miembro de la familia de proteínas ATPasa de tipo P que transporta una variedad de cationes a través de las membranas. Otras ATPasas de tipo P incluyen ATP7B (MIM 606882) y ATP7A (MIM 300011).